# Енергетска суперсила
Енергетска суперсила је назив за земљу које снабдева велике количине енергетских ресурса (сирова нафта, природни гас, угаљ, итд.) значајном броју других земаља, и стога има потенцијал да утиче на светска тржишта како би стекла политичку или економску предност. Русија је описана као енергетска суперсила, као и Саудијска Арабија, Канада, Венецуела и Иран. За Сједињене Државе се каже да су потенцијална енергетска суперсила због великих залиха гаса из шкриљаца.
Статус енергетске суперсиле може се остварити, на пример, значајним утицајем на цену на глобалним тржиштима или ускраћивањем залиха. Статус "енергетске суперсиле" не треба мешати са статусом "суперсиле".